# 人種隔離
人種隔離（英：racial segregation）（独：Abgrenzung）は、人種による優劣があるという考えから、ある人種とある人種を隔離し、諸権利の不平等を正当化しようとする行いのことである。

## 概要
人種隔離には、人種を空間的に分離することや、異なる人種の人々が学校や病院などの異なる施設を強制的に利用することが含まれる。具体的には、レストランで食事をする、水飲み場で水を飲む、公衆トイレを利用する、学校に通う、映画を見に行く、バスに乗る、家を借りたり購入したりする、ホテルの部屋を借りるなどの活動に適用されることがある。さらに、人種隔離は、ある人種の人が別の人種の人のために使用人として働くことを認めるなど、階層的な状況において、異なる人種または民族のメンバー間の密接な接触を許すことが多い。人種隔離は一般的に世界中で非合法とされている。
分離は、「人種差別と不寛容に反対する欧州委員会」によって、「（自然人または法人が）客観的かつ合理的な正当化なしに、差別の定義案に準拠して、列挙された理由の1つに基づいて他の人を分離する行為」と定義されている。その結果、列挙された根拠の1つに基づいて他の人々から自らを引き離す自発的な行為は、分離を構成しない」。国連少数民族問題フォーラムによれば、「少数民族の言語による教育を提供するクラスや学校の創設や発展は、そのようなクラスや学校への配属が自発的な性質のものである場合、許されない分離とみなされるべきではない」。人種的分離は、2002年の国際刑事裁判所に関するローマ規程に基づき、アパルトヘイトの国際犯罪および人道に対する罪に相当する可能性がある。

## 歴史
- 1876年 - アメリカ合衆国でジム・クロウ法が施行。
- 1910年 - アメリカボルティモア市で居住区における人種隔離法を可決。1917年、連邦最高裁判所は、この法律を無効とした[5]。
- 1935年 - 国家社会主義ドイツ労働者党によりニュルンベルク法が制定。
- 1950年 - 南アフリカ共和国で集団地域法が施行。人種別に居住区の割り当てが行われるようになった。